# Mateești
Mateești è un comune della Romania di 3 219 abitanti, ubicato nel distretto di Vâlcea, nella regione storica dell'Oltenia. 
Il comune è formato dall'unione di 3 villaggi: Greci, Mateești, Turcești.